# 루네트

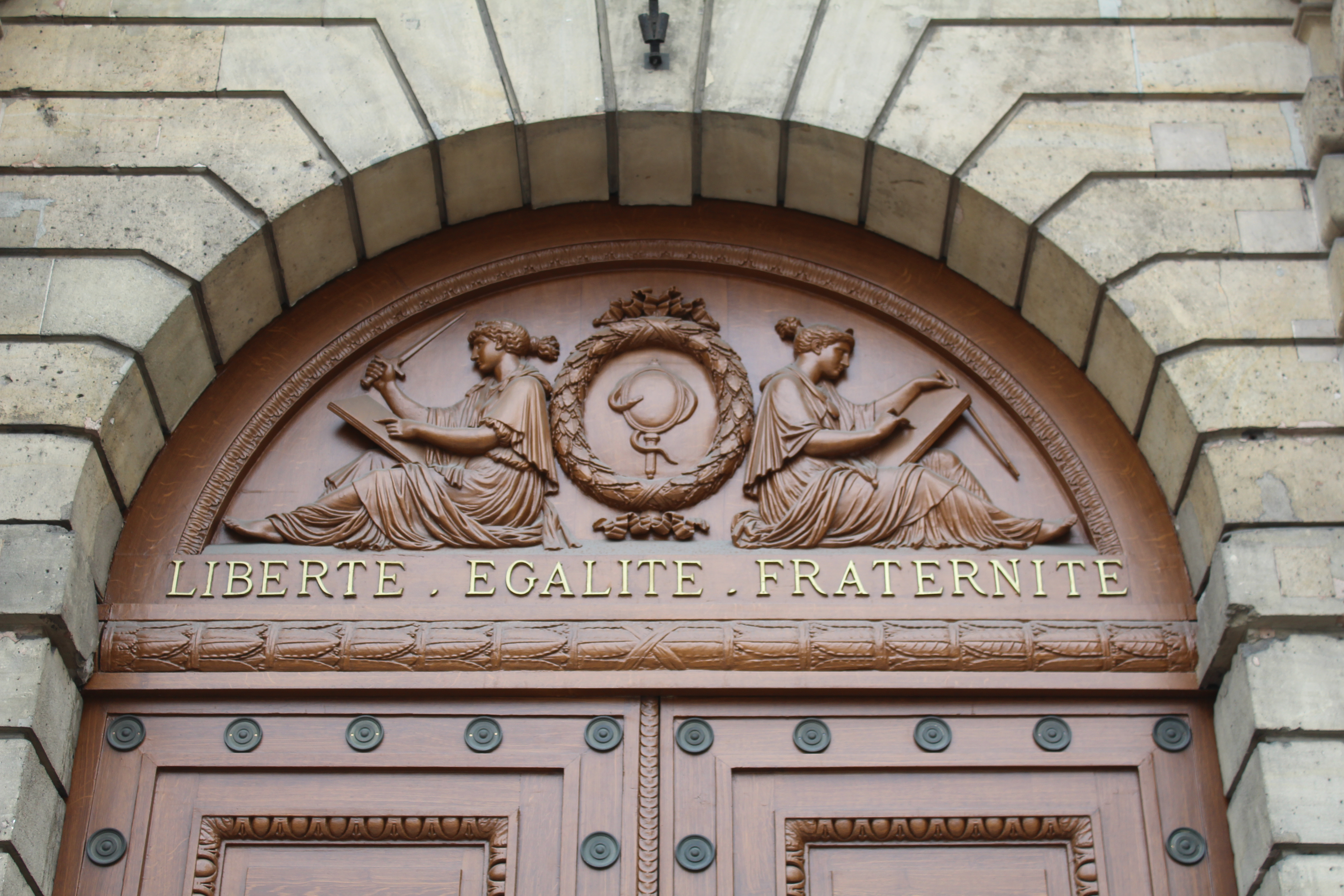
프랑스 파리 뤽상부르궁 정문의 루네트

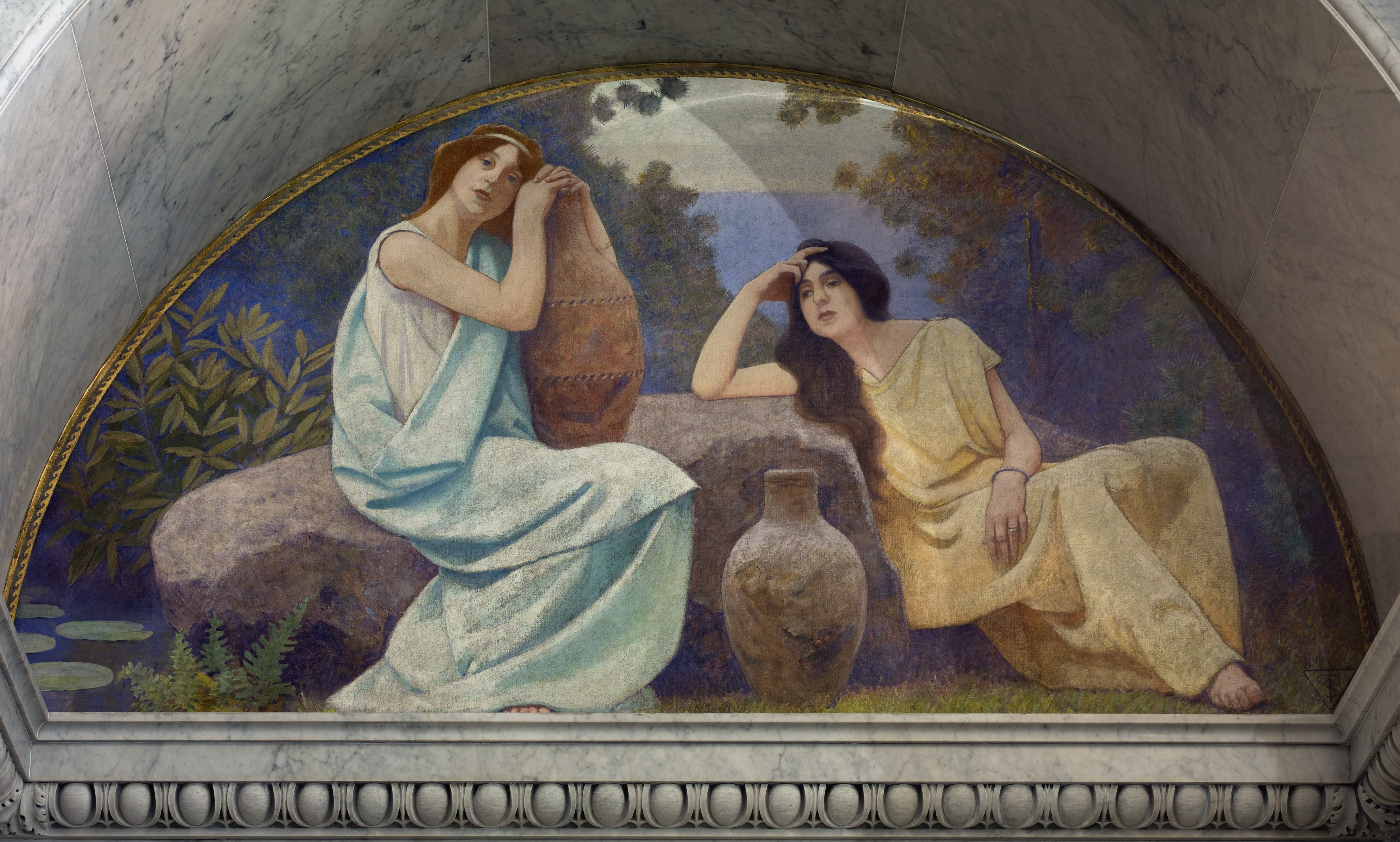
찰스 스프래그 피어스의 <휴식> (1896년). 미국 워싱턴 D.C. 미국 의회도서관 토머스 제퍼슨 빌딩의 루네트 벽화

루네트(lunette) 또는 프랑스어로 뤼네트(lunette →작은 달)는 서양 건축에서 반달 모양의 벽면 공간을 가리키는 말이다. 이 공간에 벽화나 조각을 채우거나, 마감이나 벽돌로 채우기도 하며, 창문처럼 뻥 뚫린 공간으로 남겨두기도 한다.

## 건축

### 용례
루네트는 벽을 단순히 반달 모양으로 그어서 생길 수도, 아치형 천장(궁륭)과 만나 자연스럽게 생길 수도 있다. 루네트에 창문을 달면 반달형 창문 (half-moon window)이 되며, 이 창의 막대가 부채꼴인 경우에는 팬라이트(fanlight)라고 부른다.
문이 아치 벽면에 설치되었을 경우, 문과 아치가 맞닿는 반달형 공간이 루네트가 된다. 그 문이 건물의 대문이고 그 위의 루네트가 거대하고 깊숙하게 설정되어 있을 경우에는 팀파눔이라고 부르는데, 이는 서양의 성당 건축에서 특히 많이 찾아볼 수 있다.
아치와 기둥이 만나는 3단계 중 2단계에 해당되는 임포스트에서 수평 코니스(처마)가 둥근 머리 아치를 가로지르는 경우에도 루네트가 형성된다. 루네트의 상단 테두리 자체가 후드몰드 (hood mould, 돌출형 몰드) 처리 되어 있다면 일종의 페디먼트로 볼 수도 있다.
마지막으로 아치형 천장(궁륭)과 스프링 라인(아치의 기준 평행선)이 만나는 경계 안의 벽을 가리키는 말로도 쓰이는데, 이때 궁륭이 교차한 구조일 경우 코니스 위의 구부러진 벽면도 루네트로 취급할 수 있다. 시스티나 경당의 천장화는 경당의 천장 구조상 구부러진 벽면의 루네트가 연달아 형성되는데 천장화를 그린 미켈란젤로에게 하여금 창의적인 구성을 생각해내게 만들었다.

### 역사

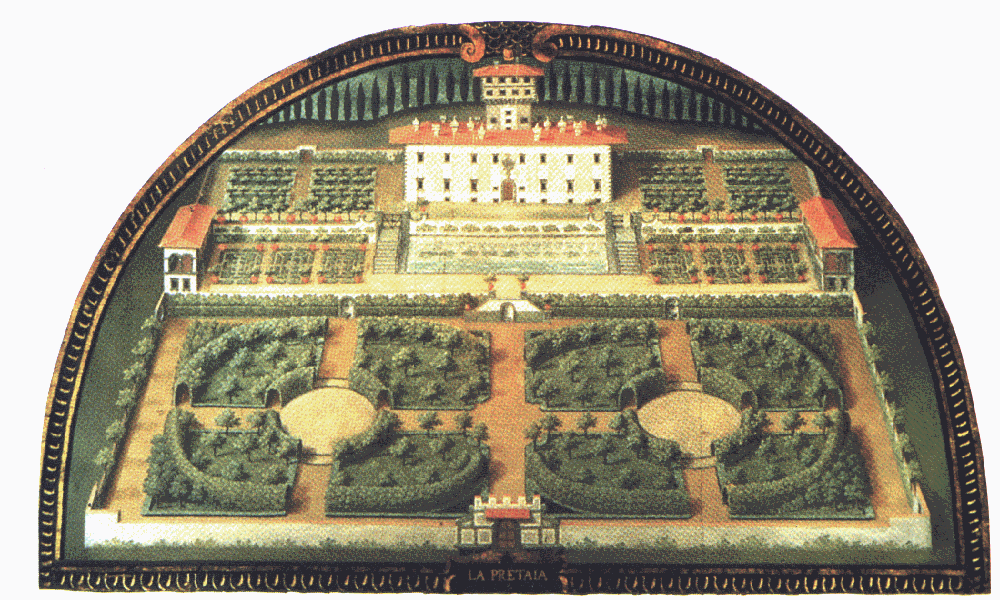
빌라 라 페트라이아의 정경을 담은 주스토 우탕의 루네트 그림

프랑스 신고전주의 건축에서는 로베르 아당이나 앙주자크 가브리엘 등의 건축가들이 블라인드 아치상에서 깊이가 얕은 경우 그 안의 루네트에 일련의 창문을 배치하는 것을 선호하였다. 루네트 창의 장식으로는 햇살형 도라지 줄기, 뻗침형 홈, 납작한 꽃병에 담긴 꽃다발 등 방사형으로 뻗어나오는 모티프를 활용하였다.
플랑드르에서 활동했던 화가 주스토 우탕(Giusto Utens)는 1599년~1602년 토스카나 대공국 제3대 대공 페르디난도 1세의 의뢰로 메디치 별궁을 소재로 한 루네트 그림으로 유명했다.

## 같이 보기
- 아키볼트
- 파테라
- 팬라이트 (방사형 채광창)